# Ojmjakon
Ojmjakon (cirill betűkkel: Оймякон, szaha: Өймөкөөн, Öjmökőn)  Oroszországban, Kelet-Szibériában, Jakutföldön fekvő település, amely az Ingyigirka folyó mentén, Tomtor helységtől 30 kilométerre északnyugatra. Lakosainak száma körülbelül félezer fő. A Föld leghidegebb átlaghőmérsékletű települése.

## Nevének eredete
Nevét az Ojmjakon folyóról kapta, amelynek jelentése: „Ahol a víz nem fagy be”. Ez a településen található meleg vizű forrásra utal.

## Földrajza
750 méterrel a tengerszint felett fekszik. A sarkkörhöz való közelsége miatt a nappalok hossza igen változó. Decemberben 3 órát, míg júniusban 21 órát süt a nap. Távolsága légvonalban Moszkvától 5310 km, a tengertől 460 km.

## Története

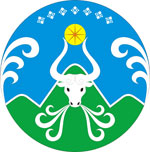
Az Ojmjakoni járás címere

Az 1930-as években vált állandóan lakottá, azelőtt átmeneti táborhely volt, ahol az utazók és a nomádok sátrat verhettek és kipihenhették magukat. A második világháború alatt repülőtér épült a város mellett, ez jelentette az akkor még csak néhány elszórt házból álló Ojmjakon falvacska felvirágzását.

## Időjárás
Szubarktikus klíma uralkodik. A talaj egész évben fagyott. 1933. február 6-án –67,8 °C-ot mértek az akkor már meglévő meteorológiai állomáson. Ojmjakon a leghidegebb klímájú állandóan lakott település a Földön. Itt valószínűsítették az északi félgömbön a legalacsonyabb hőfokot: a legalacsonyabb hőmérséklet 1926. január 26-án elérte a –71,2 °C-ot, bár ez az adat vitatható, mert a hőmérsékletet nem közvetlenül mérték, hanem extrapolációval számolták ki. Ezért a helység a Föld hidegpólusának is tekinthető. Az évi hőingás a legszélsőségesebb esetben elérte a 100 fokot, nyáron feljegyeztek 30 foknál magasabb hőmérsékletet, télen pedig mínusz 60 foknál hidegebbet is.
Éghajlati jellemzők:
- A legalacsonyabb hőmérsékleti rekord: -67,7 °C (1933. február)
- A legmagasabb hőmérsékleti rekord: 34,6 °C (2010. július)
- A csapadékos napok száma, átlag: 54 nap/év
- A zivataros napok száma, átlag: 10 nap/év
- A hóviharos napok száma, átlag: 1 nap/év
- A hótakaróval borított napok száma, átlag: 214 nap/év

### 
| Hónap | Jan.  | Feb.  | Már.  | Ápr.  | Máj.  | Jún. | Júl. | Aug.  | Szep. | Okt.  | Nov.  | Dec.  | Év    |
| --- | ----- | ----- | ----- | ----- | ----- | ---- | ---- | ----- | ----- | ----- | ----- | ----- | ----- |
| Rekord max. hőmérséklet (°C)                                                                                    | −16,6 | −12,5 | 2,0   | 11,7  | 26,2  | 31,1 | 34,6 | 33,1  | 23,7  | 11,3  | −2,1  | −6,5  | 34,6  |
| Átlagos max. hőmérséklet (°C)                                                                                   | −44,1 | −37,2 | −20,1 | −3,4  | 9,4   | 18,9 | 23,3 | 18,4  | 8,5   | −8,5  | −30,0 | −41,1 | −8,7  |
| Átlaghőmérséklet (°C)                                                                                           | −47,4 | −43,3 | −30,0 | −12,8 | 3,3   | 12,3 | 15,8 | 10,9  | 2,4   | −14,2 | −34,2 | −44,4 | −15,0 |
| Átlagos min. hőmérséklet (°C)                                                                                   | −51,4 | −50,0 | −40,0 | −24,7 | −4,8  | 3,3  | 6,2  | 2,2   | −4,1  | −20,7 | −39,3 | −48,5 | −22,5 |
| Rekord min. hőmérséklet (°C)                                                                                    | −67,7 | −65,4 | −60,6 | −46,4 | −28,9 | −9,7 | −9,3 | −17,1 | −25,3 | −47,6 | −58,5 | −62,8 | −67,7 |
| Átl. csapadékmennyiség (mm)                                                                                     | 6     | 7     | 5     | 6     | 13    | 34   | 45   | 39    | 23    | 14    | 12    | 8     | 212   |
| Havi napsütéses órák száma                                                                                      | 28    | 118   | 244   | 284   | 282   | 304  | 298  | 236   | 151   | 113   | 58    | 13    | 2129  |
| Forrás: NOAA (precipitation days and sunshine hours), Погода и Климат, February record low February record high |       |       |       |       |       |      |      |       |       |       |       |       |       |